# Petroica pitblanca
El petroica pitblanca (Quoyornis georgianus) és un ocell de la família dels petròicids (Petroicidae) i única espècie del gènere Quoyornis (Quoy et Gaimard, 1832).

## Hàbitat i distribució
Habita boscos, matolls i acàcies del sud-oest d'Austràlia Occidental.

## Taxonomia
Aquesta espècie era adscrita al gènere Eopsaltria, del qual va ser separat en els seu propi, arran els treballs de Christidis et al. (2011)